# میدوست سیتی (اکلاهما)
میدوست سیتی(به انگلیسی: Midwest City) شهری در ایالت اکلاهما کشور ایالات متحده آمریکا است که جمعیت آن در سرشماری سال ۲۰۱۰ میلادی، ۵۴٬۳۷۱ نفر بوده‌است.